# Eben (Gemeinde Grimmenstein)
Eben ist eine hochgelegene Ortschaft in der Marktgemeinde Grimmenstein im Bezirk Neunkirchen in Niederösterreich.

## Geschichte

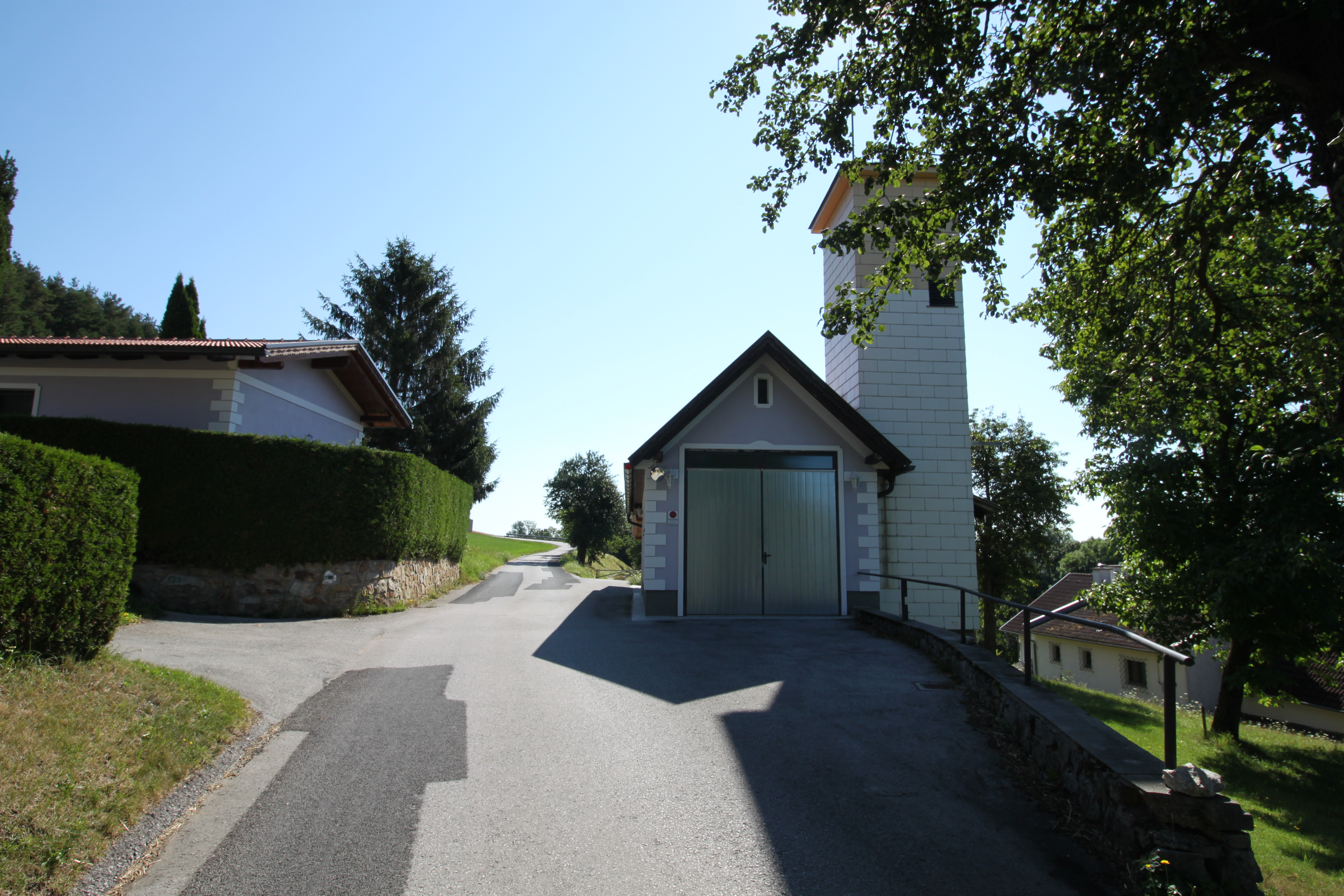
Ehemaliges Feuerwehrhaus in Eben

Das ehemalige Feuerwehrhaus ist heute ein privates Wohnhaus und steht an der Ebener Straße beim abzweigenden Burgweg zur Burg Grimmenstein.

## Wirtschaft und Infrastruktur
- Es führt eine Straße von Grimmenstein über die Hochegger Straße nach Hochegg und Himberg nach Eben.
- Eine Straße führt von der Gemeinde Kirchberg am Wechsel über Eselberg, Ödenkirchen, Schatternak und Heißenhof nach Eben.
- Eine Straße führt von der Gemeinde Warth über Kirchau und Maierhöfen nach Eben.
- Eine Straße führt von Grimmenstein über die Schulgasse und Ebener Straße nach Eben.